# 夫婦きどり
夫婦きどり（めおときどり）は、1994年11月18日に発売された、ベイブルースのデビューシングル。発売元はフォーライフ・レコード。

## 作品について
作詞はベイブルース、作曲は種浦マサオ、編曲は総田陽啓。
シングルの規格は8センチCDで、2022年現在は廃盤となっている。
歌詞は家を出ようとする男と、それを引き止める女をイメージしている。河本が男役、高山が女役をつとめ、1番と2番にそれぞれソロパートがある。3番は完全な漫才となっており、最後は男が女を追い出そうとして、女が「ここ私の家!」と言って終わるオチとなっている。
ベイブルースのデビュー・シングルとして発売されたこの作品は、当時大ヒットしていたTHE 虎舞竜の「ロード」にあやかり、「十三章」まで作ろうと言う案があった。しかし、河本の急逝により「夫婦きどり」はこの一章（A面曲）と二章（その後）で、事実上完結の形となってしまった。
河本の急逝後、MBSラジオ「ヤンタンあそびのWA! はなまるリクエスト」ではこの曲のリクエストが急上昇。1994年11月7日には同番組史上、歴代最高のリクエスト数を記録し、約2か月にわたり1位を獲得した。
シングルは当初関西地区限定で発売される予定だったが、前評判が高まったため全国発売された。初回プレスは即完売。1994年12月時点で3万枚を売上げた。
シングルジャケットでは2人とも着物を着ている。紋付と白無垢だと思われる。

## 収録曲
作詞：ベイブルース　作曲：種浦マサオ　編曲：総田陽啓
1. 夫婦きどり
2. 夫婦きどり〜その後
3. 夫婦きどり（オリジナル・カラオケ）
4. 夫婦きどり〜その後（オリジナル・カラオケ）

## 楽曲の続編
- 「夫婦きどり〜最後」（作詞：高山知浩　作曲：種浦マサオ）

相方河本を思って書いた詞に、種浦が曲をつけたもの。「夫婦きどり」の完結編。シングル・アルバム共に未収録であり、現在ではベイブルースとしてのイベントでしか聴くことは出来ない。

## 収録アルバム
- 「OSAKA」...全14曲収録、夫婦きどりは9曲目